# Леонардо Фавіо
Леонардо Фа́віо (ісп. Leonardo Favio; нар. 28 травня 1938, Лухан-де-Куйо — пом. 5 листопада 2012, Буенос-Айрес) — аргентинський кінорежисер і кіноактор.

## Творчість
Працював на радіо і в театрі. Знімався у режисера Леопольдо Торре Нільссона в фільмах:
- «Будинок ангела» (1957);
- «Кінець вечірки» (1960);
- «Рука в пастці» (1961);
- «Тераса» (1963) та інших.

У 1965 році дебютував як режисер фільма «Хроніка самотнього хлопчика» (автобіографічна стрічка). Зняв фільми:
- «Романс про Анісето і Франсіско …» (1966, по X. С. Хурі);
- «Службовець» (1968, по Хурі, премія Міжнародного кінофестивалю в Сан-Себастьяні);
- «Хуан Морейра» (1972);
- «Насара Крус і вовк» (1974);
- «Мріяти, мріяти» (1976).